# 森見登美彦
森見 登美彦（もりみ とみひこ、1979年〈昭和54年〉1月6日 - ）は、日本の小説家、随筆家。奈良県生駒市出身、奈良市在住。

## 経歴・人物
奈良女子大学文学部附属中学校・高等学校（現：奈良女子大学附属中等教育学校）卒業。京都大学農学部生物機能科学科応用生命科学コースを卒業、同大学院農学研究科修士課程修了（修士〈農学・京都大学〉）。在学中は体育会のライフル射撃部に所属し、研究室では竹を研究対象としていた。
小学校2、3年生の時に友人と作った紙芝居がきっかけで原稿用紙に小説を書くようになり、高校生で小説家を目指す。大学時代に小説を書く基礎として日本の近代文学を多読し、表現などに影響がある。
1998年4月に京都大学農学部に入学し、四畳半生活を開始。ライフル射撃部に入部し『太陽の塔』誕生のきっかけとなる重要人物・盟友の明石氏と出会う。
大学4回生に進学した2001年のゴールデンウィークごろに所属した研究室の厳しさから登校拒否となり、夏ごろに父のアドバイスに従い英国ロンドンに1カ月語学研修に渡り、以降1年間大学を休学する。翌年の夏に休学を解除し大学院に進む直前の晩秋から春にかけて書き上げた『太陽の塔』で、第15回日本ファンタジーノベル大賞を受賞、小説家としてデビューする。ペンネームの由来は、本名の姓「森見」に、古事記に登場する故郷・生駒市所縁の人物である長髄彦の異名「登美彦」を合わせたもの。
2004年初春、大学院で研究する傍ら『四畳半神話大系』の執筆を開始し12月に刊行。大学院卒業後は国立国会図書館に就職し、国立国会図書館関西館に勤務する傍ら兼業作家として執筆活動を続け、2007年に『夜は短し歩けよ乙女』で、山本周五郎賞を受賞、 第137回直木三十五賞（2007年上期）候補、2007年第4回本屋大賞（2位）に選定され人気作家としてその名を周知されるようになる。
4年目から東京勤務となり図書館での業務が重きを増したことで2010年秋に退職し、専業作家となる。同年12月に『ペンギン・ハイウェイ』で第31回日本SF大賞を受賞するが、連載を抱えすぎて行き詰まり、2011年夏に休筆して故郷の奈良に帰る。その後、1-2年に1冊のペースで単行本化されていなかった作品や中断していた作品を大幅に書き直しながら刊行するが、何作品かはそのまま途絶している。
そのような状況下で「小説とは何か」という大きな観点で書き上げた『熱帯』が2019年に3回目の直木賞候補作となり、第6回高校生直木賞を受賞。本人は『熱帯』の完成をもって2011年の全休載の後始末は終了したとしている。
2011年の行き詰まり以後、13年間一種のスランプで、「森見登美彦の書くものはこういうものだ」という自意識に縛られ、意識的に書くと「素直な小説」にならず苦しんでいたが、着想から7年がかりの『シャーロック・ホームズの凱旋』を2024年に発表、スランプにもがき苦しんでいた自分の姿を作品に投影し、新たな境地を切り開く。

## 作風
- デビュー作の『太陽の塔』は、それ以前に習作で書いていた小説とはまったく違う作風で、この作品の文体や構成も狙って書いたものではない。京大ライフル射撃部のノートなどで意識せず書いた傾向のものが、それ自体が修行となり、やがて膨らんで芽として出てきた。どういう形が自分の小説の基礎の作風になるかは、事前にはわからず、いろいろした方がいいと語っている[2]。
- 作品の古風な文体や独特のリズムは、大学時代に親しんだ昭和初期や明治時代の書物、特に昭和の作家・内田百閒の影響を強く受けてており、現実的な描写と幻想的な要素を組み合わせる作風にも、その影響が見られる[12][13]。
- 作中に京都の具体的な地名が書かれることが多いが、これは森見が大学時代に始めた寿司屋の配達のアルバイトで、京都の住宅地図を頻繁に見ていた経験に由来する[14]。
- 公式ブログでデビュー作の『太陽の塔』を長男、第2作の『四畳半神話大系』を次男、第4作の『夜は短し歩けよ乙女』は愛娘と呼ぶなど、自作を我が子に例えた呼称で表現している[15]。
- 翻訳家・評論家の大森望との対談で『夜は短し歩けよ乙女』について「押井守の作品を連想した」とのコメントに、「押井守さん好きなんです。ボーッとしてると、押井守と宮崎駿が自動的に出てくる。気を許すとそれが入ってくるので、後から読み返すと「うわっ、似てる」となるんです」と述べている。また「今回の小説としての作り方は特に緻密だった」との感想には、「ファンタジーは強引にまとめられるので何とか書けるが、現実の物事がいろいろ複雑に絡み合ったクライマックスは頭に浮かばず書けない」「シリアスな小説を書く意味がよくわからない。シリアスなものは、怪談しか書けない。まして、ミステリーのように緻密なものは考えられない」と作風について答えている[16]。

## まなみ組
2006年には、会社の枠を超えた書店員有志による森見の応援団「まなみ組」が結成され、独自の販売促進が行われている。非売品のオリジナルの販促グッズなどが用意され、まなみ組加入書店員の勤務書店店頭にてフリーペーパーが配布されている。

## 受賞歴・候補歴
- 2003年 - 『太陽の塔』で第15回日本ファンタジーノベル大賞受賞[17]
- 2006年 - 『四畳半神話大系』で第37回星雲賞日本長編部門候補
- 2007年 - 『夜は短し歩けよ乙女』で第137回直木三十五賞候補・第24回織田作之助賞候補・第4回本屋大賞候補[18]・第3回大学読書人大賞受賞・第20回山本周五郎賞受賞[19]
- 2008年 - 『有頂天家族』で第5回本屋大賞候補[20]・第39回星雲賞日本長編部門候補
- 2009年 - 『宵山万華鏡』で第41回星雲賞日本長編部門候補
- 2010年 - 『ペンギン・ハイウェイ』で第1回山田風太郎賞候補[21]・第8回本屋大賞候補[22]・第42回星雲賞日本長編部門候補[23]・第31回日本SF大賞受賞[24][25]
- 2014年 - 『聖なる怠け者の冒険』で第11回本屋大賞候補[26]・第2回京都本大賞受賞[27][28]
- 2017年 - 『夜行』で第156回直木三十五賞候補・第8回山田風太郎賞候補[29]・第14回本屋大賞候補[30]・第7回広島本大賞受賞[31][32]
- 2019年 - 『熱帯』で第160回直木三十五賞候補・第16回本屋大賞候補[33]・第6回高校生直木賞受賞
- 2021年 - 京都市芸術新人賞受賞[34]
- 2025年 - 『シャーロック・ホームズの凱旋』で第47回日本シャーロック・ホームズ大賞受賞[35][36]

## 作品リスト

### 小説

#### 単発作品
- 太陽の塔（2003年12月 新潮社[37]/ 2006年5月 新潮文庫[38]）
- きつねのはなし（2006年10月 新潮社[39] / 2009年6月 新潮文庫[40]）
- 夜は短し歩けよ乙女[41]（2006年11月 角川書店[42] / 2008年12月 角川文庫[43] / 2017年4月 角川つばさ文庫[44]）
- 【新釈】走れメロス 他四篇（2007年3月 祥伝社 / 2009年10月 祥伝社文庫 / 2015年8月 角川文庫[45]）
- 恋文の技術（2009年3月 ポプラ社[46] / 2011年4月 ポプラ文庫[47] / 【新版】2024年11月 ポプラ文庫）
- 宵山万華鏡[48]（2009年7月 集英社 / 2012年6月 集英社文庫）
- ペンギン・ハイウェイ（2010年5月 角川書店[49] / 2012年11月 角川文庫[50] / 2018年6月 角川つばさ文庫）
- 四畳半王国見聞録（2011年1月 新潮社 / 2013年7月 新潮文庫[51]）
- 郵便少年（2011年10月 角川書店 & バンダイ[52]）[注 5] - ペンギン・ハイウェイの前日譚
- 聖なる怠け者の冒険（2013年5月 朝日新聞出版 / 2016年9月 朝日文庫[53]）
- 夜行[54]（2016年10月 小学館[55] / 2019年10月 小学館文庫）
- 熱帯（2018年11月 文藝春秋[56] / 2021年9月 文春文庫）
- シャーロック・ホームズの凱旋（2024年1月 中央公論新社）

#### シリーズ作品
- 四畳半シリーズ
  - 四畳半神話大系[57]（2005年1月 太田出版[58] / 2008年3月 角川文庫[59]）
  - 四畳半タイムマシンブルース（2020年7月 KADOKAWA / 2022年6月 角川文庫 / 2022年8月 角川つばさ文庫） - 上田誠（原案）とのコラボ小説。
- たぬきシリーズ
  - 有頂天家族（2007年9月 幻冬舎[60] / 2010年8月 幻冬舎文庫[61]）
  - 有頂天家族 二代目の帰朝（2015年2月 幻冬舎[62] / 2017年4月 幻冬舎文庫[63]）

### エッセイ
- 美女と竹林（2008年8月 光文社 / 2010年12月 光文社文庫[64]）
- 太陽と乙女（2017年11月 新潮社[65] / 2020年7月 新潮文庫）

### その他
- 奇想と微笑 太宰治傑作選（2009年11月 光文社文庫[66]） - 編纂
- 森見登美彦の京都ぐるぐる案内（2011年6月 新潮社 / 2014年6月 新潮文庫[67]） - 私的京都ガイド本（エッセイ2編[注 6]を含む）
- 竹取物語/伊勢物語/堤中納言物語/土佐日記/更級日記 (『池澤夏樹=個人編集 日本文学全集』03：2016年1月 河出書房新社[68]） - 「竹取物語」を担当
  - 竹取物語（2025年3月 河出文庫） - 文庫本として抜粋
- まいにち有頂天! 日替わり31のことば (2016年2月 幻冬舎文庫) - ポストカードブック
- ぐるぐる問答 森見登美彦氏対談集（2016年10月 小学館/ 2019年11月 小学館文庫[69] ） - 対談集
- 文藝別冊 総特集 森見登美彦：作家は机上で冒険する!（2019年1月 河出書房新社） - ロングインタビュー、全著作解説エッセイ、対談等
  - 単行本未収録短編「大草原の小さな家」「聖なる自動販売機の冒険」「金魚鉢をのぞく子ども」を収録

### アンソロジー
「」内が森見登美彦の作品
- Sweet Blue Age（2006年2月21日 角川書店[70]）「夜は短し歩けよ乙女」 -『夜は短し歩けよ乙女』 収録
- 短篇ベストコレクション 現代の小説2008（2008年6月6日 徳間文庫）「蝸牛の角」 -『四畳半王国見聞録』収録
- 短篇ベストコレクション 現代の小説2011（2011年6月3日 徳間文庫）「グッド・バイ」 -『四畳半王国見聞録』収録
- Fantasy Seller（2011年6月1日 新潮文庫[71]）「四畳半世界放浪記」
- 不思議の扉 午後の教室（2011年8月25日 角川文庫[72]）「迷走恋の裏路地」 - 『夜は短し歩けよ乙女』外伝
- 作家の放課後（2012年2月27日 新潮文庫）「この文章を読んでも富士山に登りたくなりません」 - エッセイ（初出：『yom yom』vol.12 2009年9月 新潮社）
- 富士山（2013年9月25日 角川文庫[73]）「この文章を読んでも富士山に登りたくなりません」 - エッセイ （初出：同上）
- ひとなつの。 真夏に読みたい五つの物語（2014年7月25日 角川文庫[74]）「郵便少年」
- 3時のおやつ（2014年9月 ポプラ文庫[75]）「吉備団子」 - エッセイ （初出：『asta』 2013年7月号 ポプラ社）
- 日本文学100年の名作第10巻2004-2013 バタフライ和文タイプ事務所（2015年6月1日 新潮文庫[76]）「宵山姉妹」 - 『宵山万華鏡』収録
- 20の短編小説（2016年1月7日 朝日文庫[77]）「廿世紀ホテル」（初出：『小説トリッパー』 2015年夏季号 朝日新聞出版）
- アステロイド・ツリーの彼方へ 年刊日本SF傑作選（2016年3月 創元SF文庫）「聖なる自動販売機の冒険」（初出：『SF宝石2015』 2015年8月 光文社）
- 作家の口福 おかわり（2016年9月7日 朝日文庫[78]）「ベーコンエッグ 仕上げに秘密の調味料を」「父の手料理 なぜか、いやにうまかった」「無人島の食卓 自信に満ちた男になれるか」「おいしい文章 組み合わせで引き出せる」 - エッセイ
- 森見登美彦リクエスト! 美女と竹林のアンソロジー（2019年1月 光文社）「永日小品」
  - 【改題】美女と竹林のアンソロジー（2020年2月 光文社文庫）
- ショートショートの宝箱Ⅲ（2019年10月 光文社文庫）「聖なる自動販売機の冒険」（初出：『SF宝石 2015』2015年8月 光文社）
- Story For You（2021年3月 講談社）「花火」（初出：講談社「TREE」WEBサイト 2020年8月）
- 超短編! 大どんでん返し Special（2023年12月 小学館文庫）「新釈「蜘蛛の糸」」（初出：『STORY BOX』2021年6月号 小学館）
- わたしの名店（2023年12月 ポプラ文庫） 「夏の夜を味わう山上レストラン」- エッセイ
- 城崎にて 四篇（2024年5月 志学社）「城崎にて」（書き下ろし）
- V3（2024年10月 万筆社）「帝王秘密の写真」[注 7]

### 未書籍化作品・インタビュー等

#### 小説
- 金魚鉢をのぞく子ども（『小説新潮』2004年9月号 新潮社）
- 曼珠沙華（『朝日新聞』（関西版）2005年12月木曜夕刊、全4回）
- 或る失恋の記録（『yom yom』新潮社）
  - 或る失恋の記録（vol.6 2008年2月）
  - 或る先輩の想い出（vol.19 2011年2月）
- 高島屋の娘（『小説新潮』2011年1月号 新潮社）
- 四畳半の眠れぬ姫君（『STORY BOX』vol.09 2010年4月 小学館）
- 親友交歓（「yorimo」2010年11月-2011年7月 読売新聞社、連載途絶）
- モダンガール・パレス（『STORY BOX』vol.18-vol.21 2011年2月-5月 小学館、連載途絶）
- 天鵞絨東京（『小説トリッパー』2011年春季号 朝日新聞出版、連載途絶）
- 大草原の小さな家（『文藝』2011年夏号 河出書房新社、連載途絶）
- 冬の女神と毛玉たち（『有頂天家族 公式読本』2013年6月 幻冬舎）
- 聖なる自動販売機の冒険（『SF宝石2015』2015年8月 光文社）
- 或る「四畳半日記」伝 [79]（『コフレ[80]』2016.3.1-4.15 祥伝社）
- チーズかまぼこの妖精（『たべるのがおそい』vol.2 2016年10月 書肆侃侃房）
- 夜は短し歩けよ乙女 銀幕編（映画『夜は短し歩けよ乙女』入場者特典 2017年4月）
  - 「先輩」から「乙女」への手紙
  - 「乙女」から「先輩」への手紙
- 夜会（『STORY BOX』小学館）
  - くらやみ嬢（2019年5月号）
- ニュー城の崎にて（『小説新潮』2019年7月号 新潮社）
- ふしぎな石のはなし（映画『四畳半タイムマシンブルース』入場者特典 2022年9月）
- ポンコツ映画宣言 －－ニッポンの夜明けぜよ－－（同上 2022年10月）
- ゲームの時代（『読売新聞』（大阪本社版）2024年1月23日朝刊） - 掌編小説
- 我が文通修行時代の思い出（『恋文の技術 新版』初版本附録 2024年11月 ポプラ社）

#### コラム・エッセイ
書籍化分は『美女と竹林』、『太陽と乙女』、『森見登美彦の京都ぐるぐる案内』、その他アンソロジーに収録。
- コラム（『小説すばる』 2005年12月号 集英社）
- 京都市、左京区。（『Lmagazine』2006年11月号 阪神エルマガジン社）
- 学研都市の思い出（『国立国会図書館月報』 2022年9/10月 国立国会図書館）

#### 対談・インタビュー
対談の書籍化分は『ぐるぐる問答 森見登美彦氏対談集』に収録。
- 『パピルス』6号（2006年5月 幻冬舎）
  - 「狸のはなし」に関するインタビュー
- 対談 「空想でもいい、高らかに青春を謳え」（対大森望、『本の旅人』2006年12月号 角川書店）
- 恩田陸へのQ&A（『文藝』2007年春号 河出書房新社）
- 特集「森見登美彦の歩き方」（『野性時代』vol.41号 2007年3月 角川書店）
  - 『夜は短し歩けよ乙女』外伝書き下ろしワンダリングストーリー／著者インタヴュー＆全著作解説／モリミー通に訊く!見どころガイド／森見登美彦用語集／森見登美彦の里程標／取材こぼれ話／最新小説「ペンギン・ハイウェイ」
- インタビュー（『活字倶楽部』2007年春号 雑草社）
- スペシャル間取り解説「青年が、はじめて物語を生んだあの部屋へ」（『野性時代』vo.43 2007年6月 角川書店）
- 第20回山本周五郎賞決定発表及び特集「小説家という仕事」（『小説新潮』2007年7月号 新潮社）
  - 「受賞のことば」／選評
  - 受賞記念インタビュー「京都で、うにゃうにゃの服とカロリーメイトを」／著作ガイド 森見登美彦の仕事（大森望）／書き下ろし短篇「蝸牛の角」
- 特集「俺たちの森見登美彦大特集」（『ダ・ヴィンチ』161号 2007年9月 角川書店）
  - 俺たちの心を震わす、森見登美彦名シーン／森見氏、毛深き兄弟たちに込めた思いを語る／作家・森見登美彦の生涯／森見的京大男子になるための京都案内
- 特集「森見登美彦 書店員も夢中になる森見"妄想"ワールド」（『編集会議』2008年11月号 宣伝会議）
  - 森見作品「あらすじ＆作品舞台紹介」／10人の書店員が読み解く森見ワールド／森見登美彦インタビュー ／森見さんに直撃！Q&A ／アイデアノート大公開 ／編集者対談
  - 表紙では「夜は短し歩けよ乙女」の装画を手がけたイラストレーター・中村佑介が、森見登見彦本人を描いている。
- 森見登美彦さんインタビュー 2015年3月14日 - ブックショート
- 万城目学 × 森見登美彦「太陽の塔潜入記」（『本の旅人』2017年1月号 角川書店）
- 岩井圭也 × 森見登美彦 第9回野性時代フロンティア文学賞『永遠についての証明』刊行記念対談（『野性時代』vo.179 2018年10月号角川書店）
- 森見登美彦 × 恩田陸 答えはいつも、書いたものの中にある（『文藝別冊 総特集 森見登美彦：作家は机上で冒険する!』 2019年1月 河出書房新社）
- 森見登美彦 × 黒田硫黄 やっぱり天狗はかっこいい（同上）
- 森見登美彦 × 明石氏 迷走と妄想と爆笑の日々（同上）初出：『文藝』 森見登美彦の「暗夜行路」2011年夏季号 河出書房新社
- 五万字ロングインタビュー 登美彦氏、華麗なる迷走の軌跡【前篇】2003年→2011年（同上）初出：『文藝』 森見登美彦氏の「それから」2011年夏季号 河出書房新社
- 五万字ロングインタビュー 登美彦氏、華麗なる迷走の軌跡【後篇】2011年→2018年（同上）
- 『嵐が丘』は怪奇小説か? 万城目学×綿矢りさ×森見登美彦（『オール讀物』2019年1月号 文藝春秋）
- 森見登美彦氏に聞いてみた「京大」と「自由」の語りづらさについて（『京大的文化事典 自由とカオスの生態系』2020年6月 フィルムアート社）
- 畑野智美 & 森見登美彦 （『ほんのよもやま話 作家対談集』2020年9月 文藝春秋）
- 小説を通して見る京都：森見登美彦さんインタビュー（『STUDY KYOTO』2022年10月 留学生スタディ京都ネットワーク）
- 森見登美彦は“妄想の京都”で創作をする。鴨川デルタで回想する茶色の青春（『2050 MAGAZINE』2023年11月 京都市）
- 座談会　城崎にて、香川にて 〈森見登美彦・円居挽・あをにまる・草香去来〉（『随風 01』2025年4月 志学社）

### 寄稿

#### 帯・推薦文
- 赤川次郎『殺人よ、こんにちは―赤川次郎ベストセレクション7』（2007年8月 角川文庫）
- 今日マチ子『センネン画報』（コミック、2008年5月 太田出版）
- 平山瑞穂『ラス・マンチャス通信』（2008年8月 角川文庫）
- 矢部嵩『紗央里ちゃんの家』（2008年9月 角川ホラー文庫）
- 前野ひろみち『ランボー怒りの改新』(2016年9月 星海社FICTIONS）
  - 【改題】『満月と近鉄』(2020年5月 角川文庫）- 対談
- 阿川せんり『厭世マニュアル』（2017年8月 角川文庫）
- 円居挽『さよならよ、こんにちは』（2019年3月 星海社FICTIONS）
- 松井玲奈『カモフラージュ』（2019年4月 集英社）
- 蝉谷めぐ実『化け者心中』（2020年10月 KADOKAWA）

#### 解説
- 本上まなみ『めがね日和』 （2009年10月 集英社文庫）
- 綾辻行人『深泥丘奇談』（2014年6月 角川文庫）
- 綿矢りさ『憤死』 （2015年3月 河出文庫 ）
- 北野勇作『カメリ』（2016年6月 河出文庫）
- 佐藤哲也『シンドローム』（2019年4月 キノブックス文庫）
- 西東三鬼『神戸・続神戸』（2019年7月 新潮文庫）
- 柿村将彦『隣のずこずこ』（2020年12月 新潮文庫）
- 宮島未奈『成瀬は天下を取りにいく』（2025年6月 新潮文庫）

#### 寄稿
- コロナ・ブックス編集部『フジモトマサルの仕事』（2020年4月 平凡社）

## メディア・ミックス

### コミカライズ
- 夜は短し歩けよ乙女（2008年3月 角川コミックス・エース、全5巻、作画：琴音らんまる）
- 有頂天家族（2013年6月 コミックバーズ、全4巻、作画：岡田祐、キャラクター原案：久米田康治）
- ペンギン・ハイウェイ（2018年5月 月刊コミックアライブ、全3巻、作画：屋乃啓人）
- 太陽の塔（2018年12月 モーニングKC、全3巻、作画：かしのこおり）
- 夜行（2019年10月 フラワーコミックスアルファ、上・下巻、作画：込由野しほ）

### 舞台
- 夜は短し歩けよ乙女（2009年4月3日初演、東京グローブ座 他、アトリエ・ダンカンプロデュース）[81]
- 七変化音楽劇 有頂天家族（2014年1月16日初演、本多劇場 他、原作：有頂天家族 アトリエ・ダンカンプロデュース）[82]
- 青春音楽活劇 詭弁・走れメロス（初演 2012年12月 - 2013年1月 博品館劇場 他、原作：新釈 走れメロス）[83]
  - 青春音楽活劇 詭弁・走れメロス（再演 2016年4月 - 5月 シアターサンモール他）[84]
- 夜は短し歩けよ乙女（2021年6月6日初演、 新国立劇場中劇場他、ヨーロッパ企画プロデュース）[85]
- 有頂天家族（2024年11月3日初演、新橋演舞場 他、松竹プロデュース）

### アニメ

#### テレビアニメ
- 四畳半神話大系（2010年4月 - 7月、全11話・特別編1話、フジテレビ系アニメ枠「ノイタミナ」で放送、監督：湯浅政明、制作：マッドハウス）
- 有頂天家族（2013年7月 - 9月、全13話、TOKYO MX他で放送、監督：吉原正行、制作：P.A.WORKS）
  - 有頂天家族2（2017年4月 - 6月、全12話、TOKYO MX他で放送、監督：吉原正行、制作：P.A.WORKS）

#### 配信アニメ
- 四畳半タイムマシンブルース（2022年9月 - 10月、Disney+、全5話・特別編1話、監督：夏目真悟、制作：サイエンスSARU）

#### 劇場アニメ
- 夜は短し歩けよ乙女（2017年4月7日公開、監督：湯浅政明、制作：サイエンスSARU）
- ペンギン・ハイウェイ（2018年8月17日公開、監督：石田祐康、制作：スタジオコロリド）
- 四畳半タイムマシンブルース[注 8]（2022年9月30日より期間限定で劇場公開）

## メディア出演
- トップランナー（2007年10月6日、NHK）
- 王様のブランチ（2013年月25日、2015年3月7日、2016年10月29日、TBS）
- 京biz（2015年4月10日、KBS京都）
- ボクらの時代 (2017年7月2日、フジテレビ)